# ファイヤーバム
『ファイヤーバム』は、1988年2月1日にハル研究所から発売された、ファミリーコンピュータ ディスクシステム用のアクションRPG。

## 概要
敵を倒してルーツ（炎）を貯めてアイテムを購入し、塔（ダンジョン）を攻略していく横スクロールのアクションRPGである。また塔のなかには高速スクロールステージが存在する。各ステージの最後にはボスキャラクターが存在する。

## ストーリー
炎使いの一族の少年バムが15歳の誕生日を迎えたその日、一族の力を恐れた魔物ドメスによってバムの両親は魔物の姿に変えられた。バムは両親を元の姿に戻すやため、ドメスを倒す旅に出た。

## 登場キャラクター
バム
本作の主人公。炎使いの一族の少年。

### 敵キャラクター
イック
リトラ
ドメス直属のモンスター。ステージをクリアすると一定のタイミングで現れ、バムを異様な配色のリトラワールドに引きずり込んで襲い掛かってくる。
ルドルフ
ネゴン
アルマジロのようなモンスター。最後の塔では回転攻撃が加えられている。
バフラ
フラスト
ラッコの形をしたモンスター。塔によっては外見が違う。
ドメス
本作のラストボス。マジックソードしかダメージを与えられない。中盤で戦うことになるが、絶対に勝てない。

## スタッフ
- ディレクター：PIKIO MIDORIKAWA
- プロデューサー：河副純一郎
- ゲーム・デザイナー：PIKIO MIDORIKAWA
- プログラマー：向井忠
- キャラクター・デザイナー：PIKO MIDORIKAWA
- サウンド・コンポーザー：金指英樹
- アニメーター：☆よしみる、J.MATUI

## 評価
- ゲーム誌『ファミコン通信』のクロスレビューでは、4・6・7・4の合計21点（満40点）となっている[2]。レビュアーはリンクの冒険のような横スクロールRPGでキャラクターが可愛くボスと倒すごとに世界が広がっていく着想はいいがそれがワンパターンの原因になっている、敵を倒すとお金を得られるが買うものが大して多くなく貯める必然性があまりない、敵と自分どちらがやっつけているのかやられているのかよくわからない、小ボスは剣一突きで勝ててしまうバランスに改善の余地がある、目新しさがないとし、スピード感について敵を倒すと勢いそのままなためアイテムを取りに戻ることになるがテンポがいいとした者と速すぎるとした者がいた[2]。

- ゲーム誌『ファミリーコンピュータMagazine』の読者投票による「ゲーム通信簿」での評価は以下の通り14.30点（満25点）となっている[3]。また、同雑誌1991年5月24日号特別付録の「ファミコンディスクカード オールカタログ」では、「高速スクロールもあったりと、ゲーム自体は変化に富んでいて、アクションを思わせるゲームになっている」と紹介されている[3]。

| 項目 | キャラクタ | 音楽 | 操作性 | 熱中度 | お買得度 | オリジナリティ | 総合  |
| 得点 | 3.00       | 2.80 | 2.80   | 2.90   | -        | 2.80           | 14.30 |

- ゲーム誌『ユーゲー』では、「『リンクの冒険』に高速スクロールを追加すると『ファイヤー・バム』になる。こういう言い方は失礼かもしれないが、本作が『リンクの冒険』の影響下にあるのは間違いない」、「ほかのどんなゲームよりも高速なスクロールが展開される。おそらくファンタジーRPGでは世界最速だろう」、「プレイヤー自身の技術力を厳しく問う、中期HAL研らしいタイトなARPGである」と評している[4]。